# Port of Tauranga
Die Port of Tauranga Limited ist die Betreibergesellschaft vom Hafen von Tauranga, des zweitgrößten Überseehafens von Neuseeland. Die Firma hat ihren Sitz in Tauranga.

## Besitzverhältnisse
Die Port of Tauranga Limited wird mit 54,94 % von der Quayside Securities Limited, die sich zu 100 % im Besitz der Quayside Holdings Limited befindet, kontrolliert. Mit einem Anteil von 90,92 % an der Quayside Holdings kontrolliert damit der Bay of Plenty Regional Council mit Sitz in Whakatāne, westlich von Tauranga, den Hafen von Tauranga. Die restlichen Anteile von 45,06 % an der Port of Tauranga Limited verteilen sich auf Streubesitz.

## Firmenbeteiligungen
Das Unternehmen Port of Tauranga besitzt drei Tochterunternehmen zu 100 %:
- Quality Marshalling Limited, ein Logistikunternehmen der Forstwirtschaft,
- Tapper Transport, ein Unternehmen der Transportlogistik,
- Timaru Container Terminal, ein Unternehmen der Containerlogistik im Hafen von Timaru auf der Südinsel von Neuseeland,

und Anteile an folgenden Unternehmen:
- Northport Limited (50 %) Hafengesellschaft am Marsden Point am Eingang zum Whangārei Harbour,
- MetroBox Auckland Limited (50 %), ein Unternehmen der Containerlagerlogistik.
- MetroPack Limited (50 %), ein Unternehmen der Containerlagerlogistik
- Prime Port Timaru (50 %) Hafenbetreiber vom Hafen von Timaru
- Cubic Transport Services Limited (37,5 %), ein Unternehmen im Bereich des Containerseetransports. 2014[3]

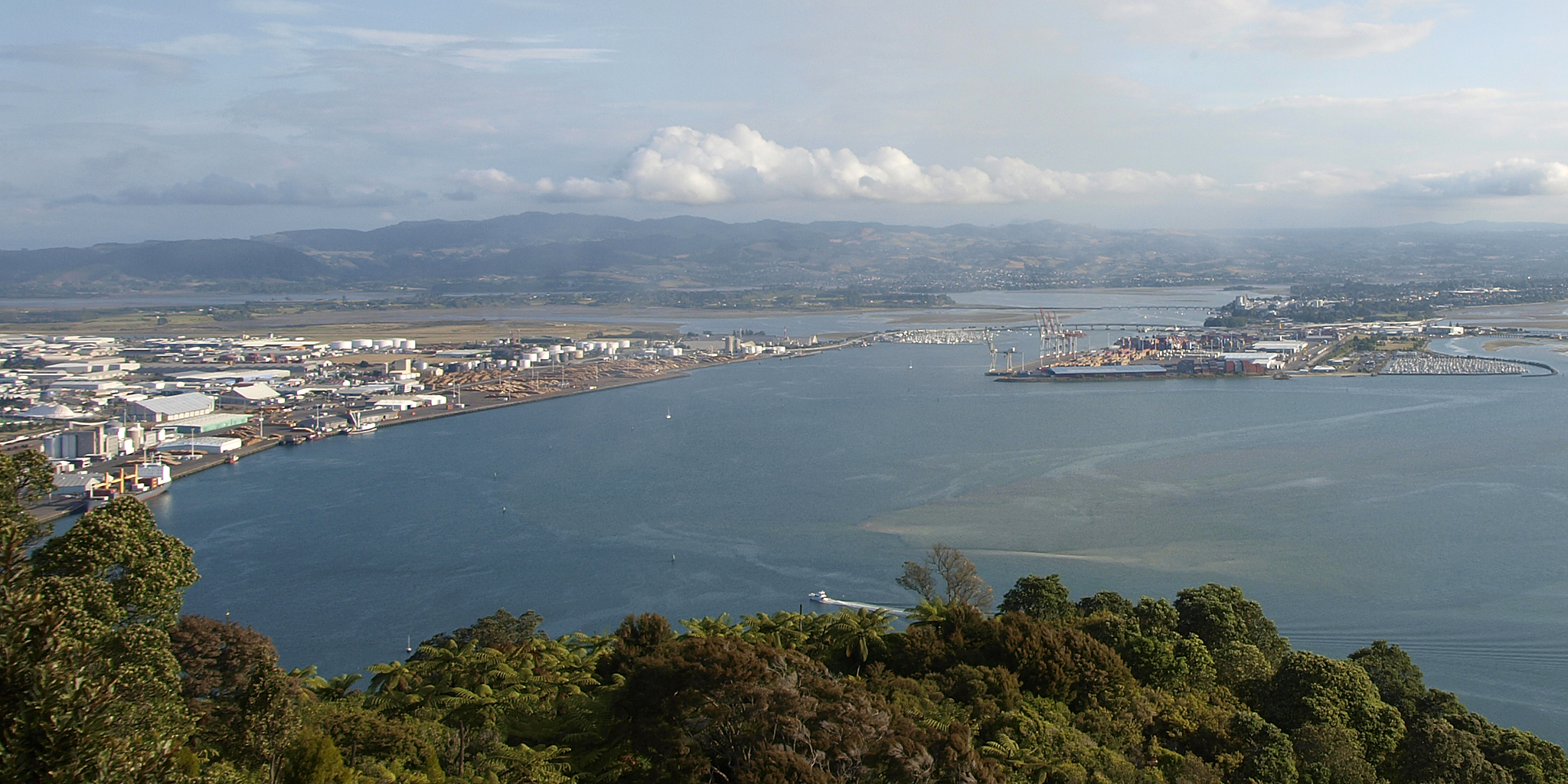
Port of Tauranga mit der Mount Maunganui Wharf und dem Sulphur Point